# نوسان نرخ ارزهای خارجی در ایران
نوسان نرخ ارزهای خارجی و دلار در ایران و جهش‌های آن اهمیت زیادی در شاخص‌های اقتصادی ایران معاصر داشته است. هم‌اکنون مهم‌ترین ارز جهان‌روا دلار آمریکا است و تغییر ارزش ریال را معمولاً با نرخ تبدیل آن به دلار می‌سنجند. جهش قیمت دلار و کاهش ارزش پول ملّی به‌طور مداوم در اقتصاد ایران ادامه داشته است. بازار ارز ایران در هر حال، رو به افزایش قیمت داشته و پیش‌بینی می‌شود در صورت ادامهٔ سیاست‌های اقتصادی و سیاسی فعلی، روند تضعیف ارزش ریال ایران همچنان ادامه داشته باشد.
نرخ تبدیل ارزهای خارجی با ارز ملّی کشورها یک متغیر وابسته است که در هر کشوری از جمله ایران تحت تأثیر شرایط اقتصادی و سپس سیاسی و اجتماعی کشور و اثر آن بر عرضه و تقاضای ارزهای خارجی نوسان کرده و تعیین می‌گردد. در علم اقتصاد این نرخ تابع تراز پرداخت‌ها (شامل حساب سرمایه (تراز تجاری و خدمات)، بهینگی اقتصاد کلان (بهینگی سیستم مبادلات تجاری و مالی) و روابط خارجی)، سیاست پولی و مالی (نرخ تورم، رشد نقدینگی، کسری بودجه و رشد اقتصادی تعیین شده)، ثبات اقتصادی و سیاسی کشورها و انتظارات تورمی ایجادی در نتیجهٔ ظرفیت کشورها در مدیریت آن‌هاست.
همچنین رشد مداوم نقدینگی، سیاست خارجی تنش‌آمیز و ستیزه‌جویانه، اقتصاد بسته و دولتی، فساد گستردهٔ اداری و اقتصادی، تحریم‌های بین‌المللی، پیروی از سیاست‌های سرکوب بازار، قیمت‌گذاری دستوری، عدم استقلال بانک مرکزی، رانت و عدم شفافیت اقتصادی، دخالت نظامیان در اقتصاد، نبود برنامه‌ریزی منسجم اقتصادی، بزرگ بودن بیش از حد دولت، اختصاص بودجه به مؤسسات و نهادهای ناکارآمد و غیرضروری، یارانه‌های گسترده و از بین رفتن اعتماد عمومی از مهم‌ترین دلایل جهش قیمت ارز و کاهش ارزش ریال در اقتصاد ایران دانسته شده است.

## تاریخچه
در دوران حکومت رضاشاه به علّت بحران‌هایی همچون رکود جهانی و جنگ جهانی دوم، در مدّت بیست سال از سال ۱۳۰۱ تا ۱۳۲۱، نرخ دلار در ایران با ۲۱٫۵ درصد افزایش از ۱۴ ریال به ۱۷ ریال رسید. نخستین جهش ارزی با اِشغال ایران توسط متفقین در طول جنگ جهانی دوم رخ داد که نرخ دلار در ایران با حدود کمتر از دو برابر افزایش، از ۱۷ ریال به ۳۲ ریال رسید. در دوران محمدرضا پهلوی، ابتدا از حوالی ۱۳۳۰ تا ۱۳۳۲ که با وقوع مجموعه‌ای از بحران‌های داخلی و خارجی مانند کاهش فروش نفت و تحریم‌های نفتی همزمان بود، نرخ دلار آمریکا تا سه برابر نیز افزایش پیدا کرد، امّا با آغاز دوران ثبات و رشد اقتصادی در ایران، یعنی از سال ۱۳۳۲ تا وقوع انقلاب در سال ۱۳۵۷، دلار آمریکا در طول ۲۵ سال کمی بیش از ۱۲ درصد از ارزش خود را در برابر ریال از دست داد و از ۸۰ ریال به ۷۰ ریال رسید. در مجموع در دوره حکومت پهلوی و همچنین در ادامه در جمهوری اسلامی دولت‌ها تلاش کردند با ارزپاشی گسترده ناشی از درآمدهای نفتی (بیماری هلندی) قیمت ارزهای خارجی را سرکوب و در نتیجه با اهداف سیاسی کوتاه مدّت، نوعی صنعت و اشتغال‌زدایی برای کنترل تورم را در ایران دنبال کردند. در ۵۶ سال حکومت خاندان پهلوی در ایران قیمت ارزهای خارجی در کشور تنها حدود ۵ برابر، معادل ۵۰۰ درصد افزایش داشت، این در صورتی است که از ابتدای انقلاب ۵۷ علی‌رغم ارزپاشی و تلاش گستردهٔ دولت‌ها برای ادامهٔ بیماری هلندی، نرخ ارزهای خارجی در چهل سال نخست چند هزار برابر رشد داشته است. بعضاً این سیاست سرکوب ارزی و صنعت و اشتغال‌زدایی را که به شکل جدی‌تری از سال ۱۳۵۲ با درآمدهای سرشار ارزی در ایران اجرا شد، از دلایل اصلی سقوط حکومت پهلوی و انقلاب ۱۳۵۷ در ایران می‌دانند.
با وقوع انقلاب در سال ۱۳۵۷ و روی کار آمدن دولت‌های چپ، سیاست تثبیت نرخ تبدیل ریال با ارزهای خارجی این بار به روش چندنرخی‌سازی قیمت ارز دنبال شد. اجرای این سیاست از سال ۱۳۶۰ آغاز دوره‌ای از جهش‌های پیاپی ارزی در ایران بود که باعث شد نرخ دلار آمریکا تا سال ۱۴۰۲ به بیش از هفت هزار برابر برسد.

### تک‌نرخی‌سازی همراه با سرکوب نرخ ارز دهه ۸۰
قیمت ارز غیررسمی و بازار آزاد در ایران از سال ۱۳۷۸ تا ۱۳۹۰ علی‌رغم تورم‌های دو رقمی توسط دولت‌های مختلف با دلار نفتی در محدوده ۸۰۰ تا ۱۰۰۰ تومان تثبیت شده بود. نرخ غیررسمی ارز که در پایان سال ۸۹ به ۱۰۳۳۷ ریال رسیده بود، از ماه‌های آغازین سال ۱۳۹۰ با اعمال برخی تحریم‌های بی‌سابقه در دنیا بر بانک مرکزی و صادرات نفت ایران و عدم توانایی دولت وقت برای ادامه تزریق دلار نفتی به بازار ارز مثل سابق، این بازار وارد یک جهش نرخ شد. در ادامه با اشتباه بانک مرکزی وقت در چندنرخی سازی قیمت ارز و اعلام نرخ ثابت ۱۲۲۶ تومان برای تخصیص هر دلار در اسفند ماه ۱۳۹۰ قیمت ارزهای خارجی با سرعت صعود خود را ادامه و در مهرماه ۱۳۹۱ به نخستین و در بهمن ماه ۱۳۹۱ به دومین اوج خود رسید. در طول یک و نیم سال ۸۹ تا ۹۰ بیش از ۲۰ میلیارد دلار پول از منابع کشور ایران به عده‌ای برای مداخله در بازار ارز پرداخت شد. در نهایت از میانه سال ۱۳۹۱ بانک مرکزی و دولت وقت تصمیم گرفت سیاست چندنرخی ارزی و تخصیص دلار دولتی با نرخ ۱۲۲۶ تومانی به تدریجی تخصیص حذف کند و تا فروردین ماه ۱۳۹۲ عمده کالاها از شمول تخصیص این ارز خارج و بازار ارز آزاد به عنوان ملاک رسمی سیاست گذاری ارزی بانک مرکزی قرار گرفت و در تیر ماه این سال نرخ ۱۲۲۶ تومان از وبسایت بانک مرکزی نیز حذف گردید. این تک‌نرخی سازی و تمرکز بر نرخ بازار آزاد باعث کاهش سریع قیمت ارزهای خارجی در بازار آزاد ارز ایران شد و در مرداد ماه هر دلار در بازار آزاد ایران به ۲۹۵۰ تومان رسید و در این شرایط دولت جدید در ایران شروع به کار کرد. بر اساس خبرهای منتشرشده در سال ۱۳۹۳ اسحاق جهانگیری معاون اوّل رئیس‌جمهوری ایران قول و وعدهٔ رسیدگی به این پرداخت‌های سال‌های ۸۹ تا ۹۰ را داد. جهش ارزی در سال ۱۳۹۰ پنجمین جهش ارزی تاریخ جمهوری اسلامی بوده است.

### شکست سیاست پولی و تثبیت نرخ ارز دهه ۹۰
این افزایش در مقطعی ثابت و در سال ۱۳۹۵ دوباره به اوج رسید. در نیمه دوم سال ۱۳۹۶ شکست سیاست پولی، ارزی و تجاری دولت با خروج نقدینگی حبس شده در بانک‌ها و حرکت به سمت بازارهای دلالی خود را نشان داد و تا بهار ۱۳۹۷ قیمت دلار در ایران از ۵۸۰۰ تومان نیز فراتر رفت به‌گونه ای که در نیمه تیر ماه سال ۹۷ هر دلار نزدیک به ۹۰۰۰ تومان داد و ستد شد. در اوایل مرداد ۹۷ به ۱۲۰۰۰ تومان، در اواسط شهریور ۹۷ به ۱۴۰۰۰ تومان و در اوایل مهر ۹۷ به ۱۹۰۰۰ تومان رسید، یعنی دلار در سال ۹۷ در طول ۷ ماه ۳۲۷ درصد معادل ۳٫۲ برابر افزایش داشته است.
در اثر این بحران، ارزش ریال ایران در برابر دلار آمریکا و دیگر ارزهای جهانی به پایین‌ترین سطح در تاریخ رسید. سقوط ارزش پول ایران منجر به واکنش‌های فراوانی در داخل کشور شد و بازتاب فراوانی در خارج از ایران نیز داشت. به‌گونه‌ای که در مناظره‌های انتخابات ریاست جمهوری ایالات متحده آمریکا (۲۰۱۲) نیز باراک اوباما از آن به‌عنوان نشانه‌ای از روند موفق تحریم ایران یاد کرد.
در ۱۴ دی ۱۳۹۸ قیمت دلار برای فروش در صرافی‌ها، ۱۳ هزار و ۳۸۰ تومان اعلام شد. در ۲۵ دی ۱۳۹۸ مؤسسه دارایی بین‌المللی اعلام کرد، ذخایر ارزی ایران تا بهار سال جدید به ۷۳ میلیارد دلار خواهد رسید که نشان‌دهندهٔ افت شدید آن بعد از تحریم‌ها می‌باشد.
در بهار سال ۱۳۹۹، روند سقوط ارزش ریال ایران دوباره شدت گرفت و قیمت دلار طی حدود سه ماه بیش از ۲۵۰۰ تومان افزایش یافت. قیمت دلار در ۲۹ خرداد ۱۳۹۹ به نزدیک ۱۹ هزار تومان رسید، و در آخرین روز بهار هر دلار با قیمت بالاتر از ۱۹ هزار تومان در بازار تهران معامله شد.

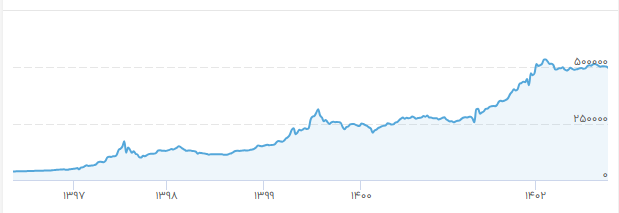
دلار آمریکا در مقابل ریال ایران (۱۳۹۶–۱۴۰۲)

همچنین قیمت هر دلار آمریکا در بازار آزاد در تاریخ ۲۴ تیر ۹۹ از ۲۳ هزار تومان، در ۲۰ مهر ۹۹ از ۳۱ هزار تومان، در ۲۲ خرداد ۱۴۰۰ از ۳۳ هزار تومان، در ۱۴ آبان ۱۴۰۱ از ۳۶ هزار تومان، در ۲۲ آذر ۱۴۰۱ از ۳۸ هزار تومان، در ۱ دی ۱۴۰۱ از ۴۰ هزار تومان، در ۷ دی ۱۴۰۱ از ۴۴ هزار تومان و در ۷ اسفند ۱۴۰۱ از ۶۰ هزار تومان عبور کرد. سال ۱۴۰۲ تا بهمن ماه، سالی پایدار برای قیمت اسکناس آمریکایی شناخته می‌شود. اما از اواخر بهمن ماه ۱۴۰۲، جهش بعدی دلار، قیمت این ارز را از کانال ۵۰ هزار تومان خارج کرد و دوباره زمزمه‌های دلار ۶۰ هزار تومانی در اقتصاد شنیده شد. دولت برای مقابله، با شیوه‌های خاصی نظیر افزایش ارز مسافرتی از ۵۰۰ به ۱۰۰۰ دلار، تلاش کرد تا عطش خریداران را فرونشاند، امّا این شیوهٔ دولت مؤثر واقع نشد و با شروع فعالیت بازار، دلار آمریکا خود را در کانال ۶۰ هزار تومانی تثبیت کرد. در هفتهٔ دوم فروردین ۱۴۰۳، دلار به ۶۲ هزار تومان افزایش یافت. در آبان ۱۴۰۳، نرخ دلار به کانال ۷۰ هزار تومان رسید و در اوایل دی‌ماه از ۸۰ هزار تومان عبور کرد. در بهمن‌ماه ۱۴۰۳، روند افزایش قیمت دلار و دیگر ارزهای خارجی در بازار ایران ادامه یافت و قیمت دلار آمریکا به بیش از ۹۰ هزار تومان رسید.

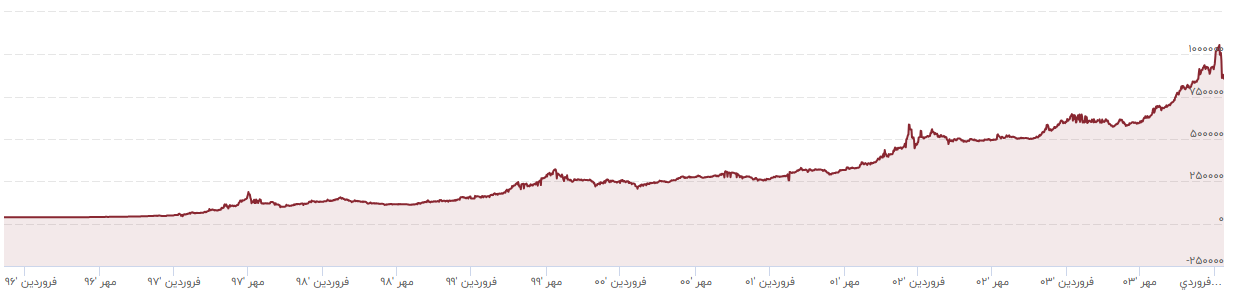
نرخ برابری دلار آمریکا و ریال ایران از فروردین ۱۳۹۶ تا فروردین ۱۴۰۴

## تغییرات پس از انقلاب ۱۳۵۷
| دولت                                               | سال  | ۱ دلار به تومان | ۱ دلار به تومان | میزان جهش |
| -------------------------------------------------- | ---- | --------------- | --------------- | --- |
| دولت                                               | سال  | آزاد            | رسمی            | میزان جهش |
| بازرگان و رجایی (بیش از ۲ نرخ ارز با نظام چندنرخی) | ۱۳۵۷ | ۱۰              | ۷               | نرخ آزاد ۲ برابر شد. نرخ رسمی بدون تغییر |
| بازرگان و رجایی (بیش از ۲ نرخ ارز با نظام چندنرخی) | ۱۳۵۸ | ۱۴              | ۷               | نرخ آزاد ۲ برابر شد. نرخ رسمی بدون تغییر |
| بازرگان و رجایی (بیش از ۲ نرخ ارز با نظام چندنرخی) | ۱۳۵۹ | ۲۰              | ۷               | نرخ آزاد ۲ برابر شد. نرخ رسمی بدون تغییر |
| میرحسین موسوی (بیش از ۲ نرخ ارز با نظام چندنرخی)   | ۱۳۶۰ | ۲۷              | ۸               | نرخ رسمی کاهش یافت. نرخ آزاد ۴٫۸ برابر شد. (بیش از ۳۰ نرخ برای ارز وجود داشت و در میانهٔ سال ۱۳۶۸ نرخ مؤثر آزاد دلار با تعرفه‌ها بعضاً تا ۷۰۰ تومان هم می‌رسید) |
| میرحسین موسوی (بیش از ۲ نرخ ارز با نظام چندنرخی)   | ۱۳۶۱ | ۳۵              | ۸               | نرخ رسمی کاهش یافت. نرخ آزاد ۴٫۸ برابر شد. (بیش از ۳۰ نرخ برای ارز وجود داشت و در میانهٔ سال ۱۳۶۸ نرخ مؤثر آزاد دلار با تعرفه‌ها بعضاً تا ۷۰۰ تومان هم می‌رسید) |
| میرحسین موسوی (بیش از ۲ نرخ ارز با نظام چندنرخی)   | ۱۳۶۲ | ۴۵              | ۸               | نرخ رسمی کاهش یافت. نرخ آزاد ۴٫۸ برابر شد. (بیش از ۳۰ نرخ برای ارز وجود داشت و در میانهٔ سال ۱۳۶۸ نرخ مؤثر آزاد دلار با تعرفه‌ها بعضاً تا ۷۰۰ تومان هم می‌رسید) |
| میرحسین موسوی (بیش از ۲ نرخ ارز با نظام چندنرخی)   | ۱۳۶۳ | ۵۸              | ۹               | نرخ رسمی کاهش یافت. نرخ آزاد ۴٫۸ برابر شد. (بیش از ۳۰ نرخ برای ارز وجود داشت و در میانهٔ سال ۱۳۶۸ نرخ مؤثر آزاد دلار با تعرفه‌ها بعضاً تا ۷۰۰ تومان هم می‌رسید) |
| میرحسین موسوی (بیش از ۲ نرخ ارز با نظام چندنرخی)   | ۱۳۶۴ | ۶۱              | ۸               | نرخ رسمی کاهش یافت. نرخ آزاد ۴٫۸ برابر شد. (بیش از ۳۰ نرخ برای ارز وجود داشت و در میانهٔ سال ۱۳۶۸ نرخ مؤثر آزاد دلار با تعرفه‌ها بعضاً تا ۷۰۰ تومان هم می‌رسید) |
| میرحسین موسوی (بیش از ۲ نرخ ارز با نظام چندنرخی)   | ۱۳۶۵ | ۷۴              | ۷               | نرخ رسمی کاهش یافت. نرخ آزاد ۴٫۸ برابر شد. (بیش از ۳۰ نرخ برای ارز وجود داشت و در میانهٔ سال ۱۳۶۸ نرخ مؤثر آزاد دلار با تعرفه‌ها بعضاً تا ۷۰۰ تومان هم می‌رسید) |
| میرحسین موسوی (بیش از ۲ نرخ ارز با نظام چندنرخی)   | ۱۳۶۶ | ۹۹              | ۷               | نرخ رسمی کاهش یافت. نرخ آزاد ۴٫۸ برابر شد. (بیش از ۳۰ نرخ برای ارز وجود داشت و در میانهٔ سال ۱۳۶۸ نرخ مؤثر آزاد دلار با تعرفه‌ها بعضاً تا ۷۰۰ تومان هم می‌رسید) |
| میرحسین موسوی (بیش از ۲ نرخ ارز با نظام چندنرخی)   | ۱۳۶۷ | ۹۶              | ۶               | نرخ رسمی کاهش یافت. نرخ آزاد ۴٫۸ برابر شد. (بیش از ۳۰ نرخ برای ارز وجود داشت و در میانهٔ سال ۱۳۶۸ نرخ مؤثر آزاد دلار با تعرفه‌ها بعضاً تا ۷۰۰ تومان هم می‌رسید) |
| هاشمی رفسنجانی (بیش از ۲ نرخ ارز با نظام چندنرخی)  | ۱۳۶۸ | ۱۲۰             | ۷               | نرخ رسمی ۲۹ برابر نرخ آزاد ۳٫۷۵ برابر شد. (از ۱۲۰ تومان به ۴۵۰ تومان)                                                                                       |
| هاشمی رفسنجانی (بیش از ۲ نرخ ارز با نظام چندنرخی)  | ۱۳۶۹ | ۱۴۱             | ۶               | نرخ رسمی ۲۹ برابر نرخ آزاد ۳٫۷۵ برابر شد. (از ۱۲۰ تومان به ۴۵۰ تومان)                                                                                       |
| هاشمی رفسنجانی (بیش از ۲ نرخ ارز با نظام چندنرخی)  | ۱۳۷۰ | ۱۴۲             | ۶               | نرخ رسمی ۲۹ برابر نرخ آزاد ۳٫۷۵ برابر شد. (از ۱۲۰ تومان به ۴۵۰ تومان)                                                                                       |
| هاشمی رفسنجانی (بیش از ۲ نرخ ارز با نظام چندنرخی)  | ۱۳۷۱ | ۱۴۹             | ۱۴۵             | نرخ رسمی ۲۹ برابر نرخ آزاد ۳٫۷۵ برابر شد. (از ۱۲۰ تومان به ۴۵۰ تومان)                                                                                       |
| هاشمی رفسنجانی (بیش از ۲ نرخ ارز با نظام چندنرخی)  | ۱۳۷۲ | ۱۸۰             | ۱۶۵             | نرخ رسمی ۲۹ برابر نرخ آزاد ۳٫۷۵ برابر شد. (از ۱۲۰ تومان به ۴۵۰ تومان)                                                                                       |
| هاشمی رفسنجانی (بیش از ۲ نرخ ارز با نظام چندنرخی)  | ۱۳۷۳ | ۲۶۳             | ۱۷۵             | نرخ رسمی ۲۹ برابر نرخ آزاد ۳٫۷۵ برابر شد. (از ۱۲۰ تومان به ۴۵۰ تومان)                                                                                       |
| هاشمی رفسنجانی (بیش از ۲ نرخ ارز با نظام چندنرخی)  | ۱۳۷۴ | ۴۰۳             | ۱۷۵             | نرخ رسمی ۲۹ برابر نرخ آزاد ۳٫۷۵ برابر شد. (از ۱۲۰ تومان به ۴۵۰ تومان)                                                                                       |
| هاشمی رفسنجانی (بیش از ۲ نرخ ارز با نظام چندنرخی)  | ۱۳۷۵ | ۴۴۴             | ۱۷۵             | نرخ رسمی ۲۹ برابر نرخ آزاد ۳٫۷۵ برابر شد. (از ۱۲۰ تومان به ۴۵۰ تومان)                                                                                       |
| خاتمی (تا سال ۱۳۸۱ نظام چندنرخی ارزی)              | ۱۳۷۶ | ۴۷۸             | ۱۷۵             | نرخ رسمی ۵ برابر نرخ آزاد ۲ برابر شد. (از ۴۵۰ تومان به ۹۰۴ تومان) نرخ آزاد از سال ۱۳۷۸ تا پایان دورهٔ ریاست‌جمهوری در حدود ۸۰۰ تومان سرکوب ارزی شد.           |
| خاتمی (تا سال ۱۳۸۱ نظام چندنرخی ارزی)              | ۱۳۷۷ | ۶۴۶             | ۱۷۵             | نرخ رسمی ۵ برابر نرخ آزاد ۲ برابر شد. (از ۴۵۰ تومان به ۹۰۴ تومان) نرخ آزاد از سال ۱۳۷۸ تا پایان دورهٔ ریاست‌جمهوری در حدود ۸۰۰ تومان سرکوب ارزی شد.           |
| خاتمی (تا سال ۱۳۸۱ نظام چندنرخی ارزی)              | ۱۳۷۸ | ۸۶۳             | ۱۷۵             | نرخ رسمی ۵ برابر نرخ آزاد ۲ برابر شد. (از ۴۵۰ تومان به ۹۰۴ تومان) نرخ آزاد از سال ۱۳۷۸ تا پایان دورهٔ ریاست‌جمهوری در حدود ۸۰۰ تومان سرکوب ارزی شد.           |
| خاتمی (تا سال ۱۳۸۱ نظام چندنرخی ارزی)              | ۱۳۷۹ | ۸۱۳             | ۱۷۵             | نرخ رسمی ۵ برابر نرخ آزاد ۲ برابر شد. (از ۴۵۰ تومان به ۹۰۴ تومان) نرخ آزاد از سال ۱۳۷۸ تا پایان دورهٔ ریاست‌جمهوری در حدود ۸۰۰ تومان سرکوب ارزی شد.           |
| خاتمی (تا سال ۱۳۸۱ نظام چندنرخی ارزی)              | ۱۳۸۰ | ۷۹۲             | ۱۷۵             | نرخ رسمی ۵ برابر نرخ آزاد ۲ برابر شد. (از ۴۵۰ تومان به ۹۰۴ تومان) نرخ آزاد از سال ۱۳۷۸ تا پایان دورهٔ ریاست‌جمهوری در حدود ۸۰۰ تومان سرکوب ارزی شد.           |
| خاتمی (تا سال ۱۳۸۱ نظام چندنرخی ارزی)              | ۱۳۸۱ | ۷۹۹             | ۷۹۵             | نرخ رسمی ۵ برابر نرخ آزاد ۲ برابر شد. (از ۴۵۰ تومان به ۹۰۴ تومان) نرخ آزاد از سال ۱۳۷۸ تا پایان دورهٔ ریاست‌جمهوری در حدود ۸۰۰ تومان سرکوب ارزی شد.           |
| خاتمی (تا سال ۱۳۸۱ نظام چندنرخی ارزی)              | ۱۳۸۲ | ۸۳۲             | ۸۲۸             | نرخ رسمی ۵ برابر نرخ آزاد ۲ برابر شد. (از ۴۵۰ تومان به ۹۰۴ تومان) نرخ آزاد از سال ۱۳۷۸ تا پایان دورهٔ ریاست‌جمهوری در حدود ۸۰۰ تومان سرکوب ارزی شد.           |
| خاتمی (تا سال ۱۳۸۱ نظام چندنرخی ارزی)              | ۱۳۸۳ | ۸۷۴             | ۸۷۱             | نرخ رسمی ۵ برابر نرخ آزاد ۲ برابر شد. (از ۴۵۰ تومان به ۹۰۴ تومان) نرخ آزاد از سال ۱۳۷۸ تا پایان دورهٔ ریاست‌جمهوری در حدود ۸۰۰ تومان سرکوب ارزی شد.           |
| احمدی‌نژاد (به‌جز سال ۱۳۹۰ و ۱۳۹۱ نظام تک‌نرخی)       | ۱۳۸۴ | ۹۰۴             | ۹۰۲             | نرخ رسمی ۱٫۴ برابر نرخ آزاد ۳٫۴۸ برابر شد. (از ۹۰۴ تومان به ۳۱۵۰ تومان) نرخ آزاد از ابتدای دوره تا ابتدای سال ۱۳۹۰ در حدود ۹۵۰ تومان سرکوب ارزی شد.         |
| احمدی‌نژاد (به‌جز سال ۱۳۹۰ و ۱۳۹۱ نظام تک‌نرخی)       | ۱۳۸۵ | ۹۲۲             | ۹۱۹             | نرخ رسمی ۱٫۴ برابر نرخ آزاد ۳٫۴۸ برابر شد. (از ۹۰۴ تومان به ۳۱۵۰ تومان) نرخ آزاد از ابتدای دوره تا ابتدای سال ۱۳۹۰ در حدود ۹۵۰ تومان سرکوب ارزی شد.         |
| احمدی‌نژاد (به‌جز سال ۱۳۹۰ و ۱۳۹۱ نظام تک‌نرخی)       | ۱۳۸۶ | ۹۳۵             | ۹۲۸             | نرخ رسمی ۱٫۴ برابر نرخ آزاد ۳٫۴۸ برابر شد. (از ۹۰۴ تومان به ۳۱۵۰ تومان) نرخ آزاد از ابتدای دوره تا ابتدای سال ۱۳۹۰ در حدود ۹۵۰ تومان سرکوب ارزی شد.         |
| احمدی‌نژاد (به‌جز سال ۱۳۹۰ و ۱۳۹۱ نظام تک‌نرخی)       | ۱۳۸۷ | ۹۶۶             | ۹۵۷             | نرخ رسمی ۱٫۴ برابر نرخ آزاد ۳٫۴۸ برابر شد. (از ۹۰۴ تومان به ۳۱۵۰ تومان) نرخ آزاد از ابتدای دوره تا ابتدای سال ۱۳۹۰ در حدود ۹۵۰ تومان سرکوب ارزی شد.         |
| احمدی‌نژاد (به‌جز سال ۱۳۹۰ و ۱۳۹۱ نظام تک‌نرخی)       | ۱۳۸۸ | ۱٬۰۰۰           | ۹۸۳             | نرخ رسمی ۱٫۴ برابر نرخ آزاد ۳٫۴۸ برابر شد. (از ۹۰۴ تومان به ۳۱۵۰ تومان) نرخ آزاد از ابتدای دوره تا ابتدای سال ۱۳۹۰ در حدود ۹۵۰ تومان سرکوب ارزی شد.         |
| احمدی‌نژاد (به‌جز سال ۱۳۹۰ و ۱۳۹۱ نظام تک‌نرخی)       | ۱۳۸۹ | ۱٬۱۰۰           | ۱٬۰۳۶           | نرخ رسمی ۱٫۴ برابر نرخ آزاد ۳٫۴۸ برابر شد. (از ۹۰۴ تومان به ۳۱۵۰ تومان) نرخ آزاد از ابتدای دوره تا ابتدای سال ۱۳۹۰ در حدود ۹۵۰ تومان سرکوب ارزی شد.         |
| احمدی‌نژاد (به‌جز سال ۱۳۹۰ و ۱۳۹۱ نظام تک‌نرخی)       | ۱۳۹۰ | ۱٬۹۸۰           | ۱٬۱۷۰           | نرخ رسمی ۱٫۴ برابر نرخ آزاد ۳٫۴۸ برابر شد. (از ۹۰۴ تومان به ۳۱۵۰ تومان) نرخ آزاد از ابتدای دوره تا ابتدای سال ۱۳۹۰ در حدود ۹۵۰ تومان سرکوب ارزی شد.         |
| احمدی‌نژاد (به‌جز سال ۱۳۹۰ و ۱۳۹۱ نظام تک‌نرخی)       | ۱۳۹۱ | ۳٬۶۹۰           | ۱٬۲۲۶           | نرخ رسمی ۱٫۴ برابر نرخ آزاد ۳٫۴۸ برابر شد. (از ۹۰۴ تومان به ۳۱۵۰ تومان) نرخ آزاد از ابتدای دوره تا ابتدای سال ۱۳۹۰ در حدود ۹۵۰ تومان سرکوب ارزی شد.         |
| روحانی (از سال ۱۳۹۷ نظام چندنرخی ارزی)             | ۱۳۹۲ | ۳٬۲۰۰           |                 | نرخ رسمی ۳٫۴ برابر نرخ آزاد ۸٫۱۳ برابر شد. (از ۳۱۵۰ تومان به ۲۵۶۱۵)                                                                                         |
| روحانی (از سال ۱۳۹۷ نظام چندنرخی ارزی)             | ۱۳۹۳ | ۳٬۱۴۰           |                 | نرخ رسمی ۳٫۴ برابر نرخ آزاد ۸٫۱۳ برابر شد. (از ۳۱۵۰ تومان به ۲۵۶۱۵)                                                                                         |
| روحانی (از سال ۱۳۹۷ نظام چندنرخی ارزی)             | ۱۳۹۴ | ۳٬۳۱۶           | ۲٬۹۶۳           | نرخ رسمی ۳٫۴ برابر نرخ آزاد ۸٫۱۳ برابر شد. (از ۳۱۵۰ تومان به ۲۵۶۱۵)                                                                                         |
| روحانی (از سال ۱۳۹۷ نظام چندنرخی ارزی)             | ۱۳۹۵ | ۳٬۵۴۰           | ۳٬۰۹۶           | نرخ رسمی ۳٫۴ برابر نرخ آزاد ۸٫۱۳ برابر شد. (از ۳۱۵۰ تومان به ۲۵۶۱۵)                                                                                         |
| روحانی (از سال ۱۳۹۷ نظام چندنرخی ارزی)             | ۱۳۹۶ | ۳٬۸۲۶           | ۳٬۲۷۷           | نرخ رسمی ۳٫۴ برابر نرخ آزاد ۸٫۱۳ برابر شد. (از ۳۱۵۰ تومان به ۲۵۶۱۵)                                                                                         |
| روحانی (از سال ۱۳۹۷ نظام چندنرخی ارزی)             | ۱۳۹۷ | ۱۰٬۵۷۷          | ۴٬۲۰۰           | نرخ رسمی ۳٫۴ برابر نرخ آزاد ۸٫۱۳ برابر شد. (از ۳۱۵۰ تومان به ۲۵۶۱۵)                                                                                         |
| روحانی (از سال ۱۳۹۷ نظام چندنرخی ارزی)             | ۱۳۹۸ | ۱۱٬۹۹۱          | ۴٬۲۰۰           | نرخ رسمی ۳٫۴ برابر نرخ آزاد ۸٫۱۳ برابر شد. (از ۳۱۵۰ تومان به ۲۵۶۱۵)                                                                                         |
| روحانی (از سال ۱۳۹۷ نظام چندنرخی ارزی)             | ۱۳۹۹ | ۳۰٬۵۰۰          | ۴٬۲۰۰           | نرخ رسمی ۳٫۴ برابر نرخ آزاد ۸٫۱۳ برابر شد. (از ۳۱۵۰ تومان به ۲۵۶۱۵)                                                                                         |
| رئیسی (نظام چندنرخی ارزی)                          | ۱۴۰۰ | ۲۵٬۷۲۹          | ۴٬۲۰۰           | نرخ آزاد در ۷ اسفند ۱۴۰۱، ۶۰ هزار تومان را رد کرد و رکورد را شکست.                                                                                          |
| رئیسی (نظام چندنرخی ارزی)                          | ۱۴۰۱ | ۴۹٬۰۰۰          | ۲۸٬۵۰۰          | نرخ آزاد در ۷ اسفند ۱۴۰۱، ۶۰ هزار تومان را رد کرد و رکورد را شکست.                                                                                          |
| رئیسی (نظام چندنرخی ارزی)                          | ۱۴۰۲ | ۵۹٬۰۰۰          | ۴۲٬۰۰۰          | نرخ آزاد در ۷ اسفند ۱۴۰۱، ۶۰ هزار تومان را رد کرد و رکورد را شکست.                                                                                          |
| رئیسی (نظام چندنرخی ارزی)                          | ۱۴۰۳ | ۶۱٬۸۰۰          | ۴۲٬۰۰۰          | نرخ آزاد در ۷ اسفند ۱۴۰۱، ۶۰ هزار تومان را رد کرد و رکورد را شکست.                                                                                          |
| پزشکیان                                            | ۱۴۰۳ | ۹۸٬۷۰۰          |                 | |
| پزشکیان                                            | ۱۴۰۴ |                 |                 | |
| منابع:                                             |      |                 |                 | |

## رویدادها

### ۱۳۹۰
مسائل مرتبط با این رویداد در بین سال‌های ۱۳۹۰ تا ۱۳۹۲ رخ دادند. تلاطم در بازار ارز در ایران از ابتدای سال ۱۳۹۰ آغاز شد.
اواخر بهار ۱۳۹۰، بانک مرکزی در پی افزایش نرخ ارز ابتدا تلاش کرد با تزریق ارز قیمت‌ها را کنترل کند؛ امّا با ناکامی این روش، به یک‌باره قیمت انواع ارز در بازار افزایش یافت.
به‌گونه‌ای که در میانه آبان ۱۳۹۰ هر دلار آمریکا به بیش از ۱۳۰۰ تومان (بهای رسمی اعلام شده از سوی بانک مرکزی ۱۰۸۲ تومان بود)، رسید.
در آذرماه ۱۳۹۰ به ۱۴۰۰ و در پایان آذرماه به ۱۵۰۰ تومان و در اسفند به ۱۹۱۰ تومان رسید.
افزایش نرخ ارز در سال با افزایش مداوم همراه بود و از مرز ۳۰۰۰ تومان گذشت. در پایان مهرماه ۱۳۹۱ به اوج خود و به بیش از ۳۹۰۰ تومان رسید. نرخ ارز تا ماه‌های ابتدایی سال ۱۳۹۲ همچنان در بازهٔ ۳۵۰۰ تا ۳۶۰۰ تومان باقی‌مانده بود تا اینکه با انتخاب حسن روحانی به ریاست‌جمهوری در خردادماه، نرخ ارز با کاهش همراه شد.

### ۱۳۹۵
در انتهای سال ۱۳۹۵ دوباره با افزایش تحریم‌ها قیمت ارز اوج گرفت؛ به‌طوری‌که در آذرماه ۱۳۹۵ قیمت دلار از ۴۰۰۰ تومان فراتر رفت. همچنین این افزایش سقوط پول ملّی با شیب ملایم ادامه داشت تا اینکه در دی ماه سال ۱۳۹۶ در پی اعتراضات دی ۱۳۹۶ قیمت دلار از ۴۴۰۰ تومان نیز فراتر رفت.

### ۱۳۹۷

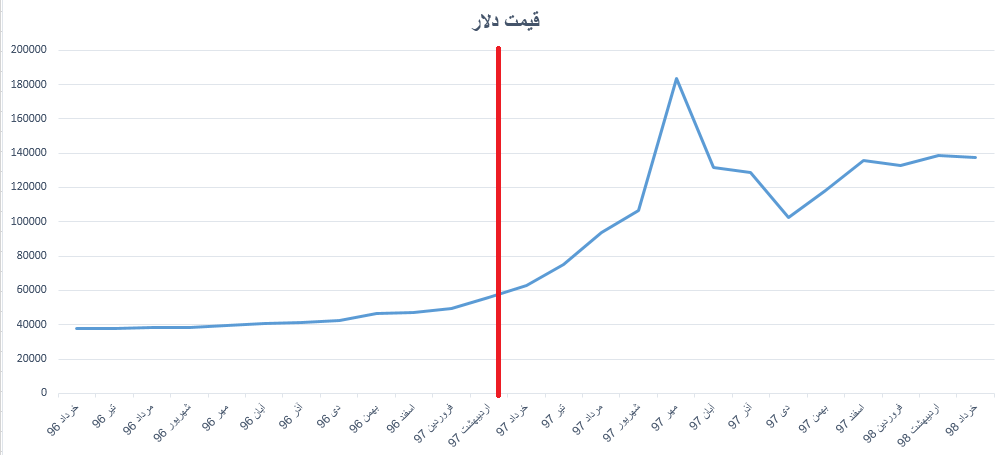
قیمت دلار در بازه زمانی یک سال قبل و پس از خروج آمریکا از برجام، از خرداد ۹۶ تا خرداد ۹۸. تاریخ خروج آمریکا از برجام با خط قرمز رنگ مشخص شده است.

در روز یکشنبه ۱۹ فروردین‌ماه ۱۳۹۷، بنا بر گفتهٔ خبرگزاری‌های داخلی قیمت دلار از ۵۵۰۰ تومان نیز گذشت؛ این درحالی است بنابر گزارش بعضی خبرگزاری‌های دیگر، قیمت برابری هر دلار به بیش‌از ۵۸۰۰ تومان رسید؛ در همین حال بسیاری از صرافی‌های پایتخت دست از مبادلهٔ ارزی کشیدند. در همین حال قیمت یک سکهٔ بهار آزادی نیز از مرز یک میلیون و هشتصد و هفتاد هزار تومان فراتر رفت، و قیمت یک گرم طلای ۱۸ عیار به بیش از ۱۷۳ هزار تومان رسید. در پی این رویداد بسیاری از کاربران ایرانی در توییتر نگرانی خود را با هشتگ «سقوط ریال» (#سقوط_ریال) ابراز کردند. روند افزایشی قیمت دلار ادامه یافت تا جایی که اسحاق جهانگیری، معاون اول رئیس‌جمهور نرخ دلار را در روز سه‌شنبه ۲۰ فرودین ۱۳۹۷، ۴۲۰۰ تومان اعلام کرد و خرید و فروش بیش از این قیمت را قاچاق دانست. جهانگیری مدّعی شد: «یک حجم وسیعی از منابع خارجی در حال حرکت به سمت کشور است و در چنین شرایطی این‌گونه تغییرات در نرخ ارز خیلی غیرطبیعی است.»

### ۱۳۹۸
۱۵ اردیبهشت نرخ دلار در بازار آزاد به ۱۴ هزار و ۷۰۰ تومان رسید و به فروش می‌رسید. نرخ یورو به ۱۷ هزار تومان رسیده و خرید و فروش می‌شد. این در حالی است که ارز دولتی هر دلار ۴۲۰۰ تومان و ارز حاصل از صادرات غیرنفتی هر دلار ۱۰ هزار تومان نرخ‌گذاری شده است.
در ۱۴ دی ۱۳۹۸ قیمت دلار برای فروش در صرافی‌ها ۱۳ هزار و ۳۸۰ تومان اعلام شد که با سقوط شاخص بورس اوراق بهادار تهران ۱۶۷۶۵ واحد روبه‌رو شد. افزایش قیمت ارز و سقوط شاخص بورس، اوّلین واکنش‌های بازار بورس و ارز به خبر کشته شدن قاسم سلیمانی، فرمانده نیروی قدس سپاه بود.

### ۱۳۹۹

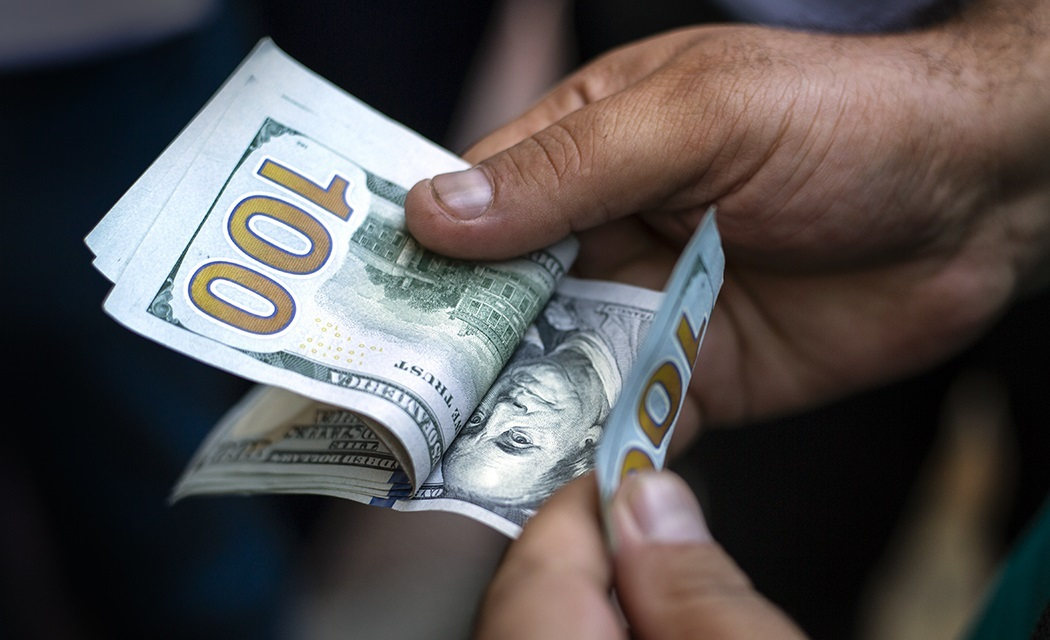
نرخ ارز در تیر ۹۹ به بیش از بیست هزار تومان و در شهریور ۹۹ به بیش از ۲۵ هزار تومان رسید. در ۲۰ شهریور ۹۹ قیمت سکه امامی به رقم بی‌سابقه ۱۲ میلیون تومان رسید. روز ۳۰ شهریور ۹۹، در پی اعلام «بازگشت تحریم‌های بین‌المللی علیه ایران» توسط آمریکا، سکه امامی با افزایشی چهار درصدی، به ۱۳ میلیون و ۲۶۴ هزار تومان، رکورد جدید زد.

نرخ دلار در صرافی‌های مجاز و بانک‌ها از ۱۵۰٬۲۲۵ ریال در ۵ فرودین به ۱۸۳٬۵۰۰ ریال در ۲۹ خرداد رسید که بیشترین نرخ ثبت شده در سامانه سنا تا آن روز بود. نرخ دلار در بازار آزاد نیز در ۲۹ خرداد ۱۳۹۹ به ۱۸۸٬۲۰۰ ریال رسید که چنین نرخی به جز مدت کوتاهی در مهر ۱۳۹۷ سابقه نداشت. نرخ دلار در در سامانه سنا در روز ۳۱ خرداد ۱۳۹۹ به رکورد جدید ۱۸۶٬۰۰۰ ریال رسید و هر دلار در بازار آزاد نیز در آخرین روز بهار با قیمت بالاتر از ۱۹ هزار تومان معامله شد.
در اوایل تیرماه نرخ دلار برای اولین بار و به‌طور بی‌سابقه‌ای به بالای ۲۰ هزار تومان رسید و نرخ یورو از ۲۳ هزار تومان فراتر رفت و قیمت سکه طلا هم به ۸ میلیون و ۸۰۰ هزار تومان رسید.
در شهریورماه ۱۳۹۹ قیمت دلار از ۲۵ هزار تومان بالاتر رفت و برخی کانال‌های اطلاع‌رسانی قیمت ارز که به‌طور روزانه نرخ ارز در بازار تهران را منتشر می‌کنند، قیمت روز ۱۸ شهریور برای فروش هر دلار تهران را ۲۵ هزار و ۲۵۰ تومان اعلام کردند.
در ۱۰ مهرماه ۱۳۹۹ قیمت دلار به ۳۰ هزار تومان رسید و قیمت سکه تمام بهار آزادی از مرز ۱۵ میلیون و ۲۰۰ هزار تومان گذشت. اما در دی ۱۳۹۹ و با نزدیک شدن مراسم تحلیف جو بایدن و امید به بازگشتن آمریکا به برجام، قیمت دلار به زیر ۲۳ هزار تومان رسید در بهمن ۱۳۹۹، نرخ دلار به ۲۶ هزار و ۳۵۰ تومان رسید.

### ۱۴۰۰
در آذر ۱۴۰۰ پس از پایان بی‌نتیجه مذاکرات احیای برجام، نرخ دلار به بالای ۳۰ هزار تومان رسید. همچنین قیمت سکه به ۱۳ میلیون تومان افزایش یافت.

### ۱۴۰۱
شتاب افت ارزش ریال که از زمان توقف مذاکرات هسته‌ای در اسفند ۱۴۰۰ شدّت گرفته بود، در یکشنبه ۲۲ خرداد ۱۴۰۱ قیمت هر دلار آمریکا را به ۳۳ هزار و ۲۰۰ تومان رساند. این سومین روز متوالی بود که نرخ دلار با جهش مواجه می‌شد و هر روز یک رکورد تاریخی برجای می‌گذاشت. در این روز مقامات جمهوری اسلامی از بازداشت افراد بیشتری با عنوان سرشاخه‌های معاملات آتی خبر دادند.

#### بحران ارزی
بحران ارزی ۱۴۰۱ در پی افزایش مداوم نرخ دلار در ایران در بحبوحه خیزش ۱۴۰۱ ایران به وجود آمد. نرخ دلار که در ابتدای این خیزش سراسری زیر ۳۲ هزار تومان بود، ابتدا در ۱ دی، به ۴۰ هزار تومان، در ۲ بهمن، به ۴۵ هزار تومان در ۱ اسفند، به ۵۰ هزار تومان و در نهایت در ۷ اسفند، ۶۰ هزار تومان را رد کرد.
نرخ دلار در سه ماه ابتدایی خیزش اعتراضی، نزدیک به ۷ هزار تومان رشد کرد و ارزش پول ملی ایران در این مدت بیش از ۲۲ درصد سقوط کرد. با تداوم اعتراضات سراسری ضدحکومتی و دور شدن احتمال احیای برجام، تا هفته اول دی‌ماه پول ملی ایران حدود یک‌چهارم ارزش خود را از دست داد و علی صالح‌آبادی، رئیس کل بانک مرکزی ایران، از سمت خود استعفا داد.

### ۱۴۰۲
نرخ دلار در ۱۱ اردیبهشت به ۵۵ هزار و ۷۰۰ رسید و سپس سیر نزولی به خود گرفت و در ۲۱ خرداد به ۴۷ هزار تومان رسید. قیمت دلار از ۲۹ آذر سیر صعودی تازه‌ای را آغاز کرد و در فاصله ۴۰ روز از ۴۹ هزار و ۸۵۰ تومان به ۵۶ هزار و ۲۰۰ تومان صعود کرد و معادل ۱۲٫۷۳ درصد بالا رفته است.
هر دلار آمریکا پیش از حمله حماس به اسرائیل ۴۹ هزار و ۸۰۰ تومان در بازار آزاد تهران مبادله می‌شد، این نرخ ۹ بهمن و یک روز پس از حمله شبه‌نظامیان تحت حمایت ایران به پایگاه نیروهای آمریکایی در اردن، به ۵۸ هزار و ۳۰۰ تومان رسید که بالاترین نرخ در ۱۱ ماه گذشته محسوب می‌شد. دلار آمریکا طی خرید و فروش‌های ۱۰ بهمن، با جهش ۲ درصدی تا ۵۹ هزار و ۶۰۰ تومان بالا رفت که به منزله افت ۱۹٫۶۷ درصدی ریال طی ۴ ماه گذشته و از زمان جنگ اسرائیل و حماس است.

### ۱۴۰۳
نرخ دلار آمریکا که در اوایل سال حدود ۶۰ هزار تومان بود، در پی حملهٔ موشکی و پهپادی ایران به اسرائیل، در روز ۲۶ فروردین ۱۴۰۳ از ۷۰ هزار تومان عبور کرد. در همین حال، هر یورو نیز به ۷۴ هزار و ۷۵۰ تومان و پوند انگلستان به ۸۷ هزار و ۲۵۰ تومان رسید. با کاهش تنش‌ها قیمت دلار در بازار روند کاهشی به خود گرفت و به حدود ۶۴ هزار تومان رسید. روند کاهش قیمت ارز در اردیبهشت‌ماه نیز ادامه داشت و نرخ دلار در بازار ارز ایران تا حدود ۵۷ هزار تومان کاهش یافت. با این حال، پس از سقوط بالگرد ابراهیم رئیسی، رئیس‌جمهور ایران و کشته شدن وی دوباره روند افزایش نرخ ارزهای خارجی شروع شد و در روز ۳۰ اردیبهشت ۱۴۰۳ قیمت دلار به حدود ۶۱ هزار تومان رسید. در خردادماه نرخ دلار آمریکا در حدود ۵۷ تا ۶۰ هزار تومان ثابت ماند؛ امّا در تیرماه روند افزایشی به خود گرفت و تا حدود ۶۲ هزار تومان نیز افزایش یافت. پس از اعلام نتیجهٔ انتخابات چهاردهمین دورهٔ ریاست‌جمهوری و انتخاب مسعود پزشکیان، نرخ دلار با کاهش مواجه شد؛ به‌طوری‌که دلار در بازار آزاد به کمتر از ۵۸ هزار تومان رسید. در ۱۰۰ روز نخست دولت پزشکیان، دلار آزاد از ۵۹۱۰۰ تومان به ۶۹۵۰۰ تومان رسید و در بازار آزاد ۱۷ درصد کاهش ارزش پول ملّی ثبت شد. روند کاهش ارزش ریال و افزایش قیمت دلار باز هم ادامه یافت؛ به‌طوری‌که در روز یکشنبه ۱۳ آبان به دلیل بالا گرفتن نگرانی‌ها از حملات متقابل ایران و اسرائیل، نرخ دلار در ایران رکورد تاریخی جدیدی ثبت کرد و به بیش از ۷۰ هزار تومان رسید. با این حال، نرخ دلار در روزهای بعد روند کاهشی به خود گرفت؛ امّا در اوایل آذرماه و پس از صدور قطعنامهٔ توبیخی شورای حکام علیه برنامهٔ هسته‌ای ایران، قیمت دلار دوباره از مرز ۷۰ هزار تومان عبور کرد. با انتخاب دونالد ترامپ به عنوان چهل و هفتمین رئیس‌جمهور آمریکا و نزدیک شدن به زمان تحلیف وی، روند افزایش نرخ ارزهای خارجی در ایران در ماه‌های آذر و دی نیز ادامه یافت و در هفتهٔ نخست دی‌ماه ۱۴۰۳ قیمت دلار در بازار آزاد به بیش از ۸۰ هزار تومان رسید. در بهمن‌ماه نیز افزایش قیمت‌ها ادامه پیدا کردند و تنها پس از دو روز از سخنرانی علی خامنه‌ای، رهبر ایران در روز ۱۹ بهمن‌ماه که هرگونه مذاکره با آمریکا را رد کرد، نرخ دلار آمریکا در بازار آزاد ایران از ۹۰ هزار تومان عبور کرد. در اسفندماه نیز روند افزایش نرخ ارزهای خارجی در ایران ادامه یافت و در ۲۸ اسفندماه، تنها یک روز پس از اظهارات دونالد ترامپ که ایران را به پشتیبانی از حوثی‌های یمن متهم کرد، قیمت دلار آمریکا به مرز ۱۰۰ هزار تومان رسید و یورو و پوند انگلستان نیز به ترتیب حدود ۱۰۸ هزار تومان و ۱۲۸ هزار تومان معامله شدند.

## عملکرد رؤسای بانک مرکزی و دولت‌ها در تنش‌های ارزی

### محمود بهمنی رئیس وقت بانک مرکزی
براساس اخبار سایت خبرآنلاین در بهمن سال ۱۳۹۰، محمود بهمنی رئیس وقت بانک مرکزی گفت همین حالا نرخ ارز تک‌نرخی را اعلام می‌کنیم و این مبلغ ۱۲۲۶ تومان است. یک سال بعد، در خرداد سال ۱۳۹۱ باردیگر وی، محمود بهمنی رئیس وقت بانک مرکزی در خبری در سایت خبرآنلاین مجدداً اعلام کرد دلار تا پایان سال، ۱۲۲۶ تومان می‌ماند. وی در ادامه گفت: «سال گذشته با وجود تشدید تحریم‌های اقتصادی بانک مرکزی و سایر بانک بسیار فعال بودند و توانستند عملکرد خوبی را از خود نشان دهند.»

### واکنش دولت احمدی‌نژاد
در روز یکشنبه، ۳۰ مهرماه ۱۳۹۱، محمدرضا رحیمی، معاون اول رئیس جمهوری اسلامی ایران، در جمع خبرنگاران از بازداشت فردی به نام جمشید بسم‌الله خبر داد که وی را عامل اختلال در بازار ارز ایران دانست. رحیمی ادعا کرد که جمشید بسم‌الله «روی چهارپایه قیمت ارز در ایران را تعیین می‌کرد».

### محمدباقر نوبخت در سال ۱۳۹۳
محمدباقر نوبخت، در پاسخ به سؤال خبرنگار خبرگزاری مهر مبنی بر اینکه دولت وعده داده بود که در نیمه دوم سال(۱۳۹۳)، ارز را تک‌نرخی کند، دولت چه زمانی این را اجرایی را خواهد کرد، گفت، «دولت تنها یک نرخ را به رسمیت می‌شناسد و آن همان دو هزار و ۶۵۰ تومان به عنوان نرخ تسعیر دلار و ریال است.». محمدباقر نوبخت، معاون برنامه‌ریزی و نظارت راهبردی رئیس جمهوریِ «دولت یازدهم» ایران می‌باشد. وی همچنین طی مصاحبه‌هایی در سالهای بعد گفت قیمت بازار آزاد ارز را قبول ندارد، اما با این مصاحبه‌ها قیمت ارز افزایش یافت.

### عملکرد مشابه رئیس بانک مرکزی دولت دهم و معاون اول روحانی
بهمن ۱۳۹۰ با شروع نوسانات در بازار ارز، محمود بهمنی، رئیس‌کل بانک مرکزی وقت با نزدیک شدن قیمت دلار به کانال ۲۰۰۰ تومان به‌جای پذیرش واقعیت اقتصادی (در ششم بهمن ماه سال 1390) دستور دلار تک‌نرخی در قیمت ۱۲۲۶ را داد و بعدها مجدداً با ادبیاتی مشابه جهانگیری معاون اول ریاست جمهوری دولت حسن روحانی، گفت همه مراجعان نیازمندِ ارزی، برای واردات یا تولید به هر میزان چه از طریق حواله و چه از طریق گشایش ال سی و روش‌های مختلف این ارز را (دلار ۴۲۰۰ تومانی)، در اختیار آنها قرار می‌دهیم.

## منتقدان سرشناس

### رئیس اتاق بازرگانی ایران
در بهمن‌ماه سال ۱۳۹۶ رئیس اتاق بازرگانی ایران، غلامحسین شافعی، در رابطه با شوک دلار گفت: «در موضوع ارز با یک تکرار مواجه هستیم. افزایش ناگهانی نرخ دلار بارها درگذشته تکرار شده است و از آن پندی به‌دست نیاوردیم.» او دلیل تکانه‌های دلاری را عدم اعمال تفاوت نرخ تورم داخلی و خارجی روی ارز دانست و اشاره داشت این دست افزایش نرخ دلارها حبابی نیست.

### مجیدرضا حریری عضو هیئت نمایندگان اتاق بازرگانی و صنایع و معادن ایران
مجیدرضا حریری، عضو هیئت نمایندگان اتاق بازرگانی و صنایع و معادن ایران با بیان اینکه از نیمه دوم سال ۹۰ تا اواخر سال ۹۲ که پرونده نرخ ارز مرجع بسته شد، گفت حدود ۲۴ میلیارد دلار ارز ۱۲۲۶ تومانی تخصیص داده شد و تقریباً به همین میزان نیز ارز ۲۴۰۰ تومانی بود، و متوسط قیمت ارز در آن زمان حدوداً ۳۶۰۰ تومان بود، در حقیقت آن زمان، رقمی معادل ۶۰ هزار میلیارد تومان ما به التفاوت نرخ ارزی بود که به یکسری آدم‌ها دادند و کالا وارد شد. خیلی‌ها ارز گرفتند و اصلاً کالا وارد نکردند، خیلی‌ها کالا وارد کردند ولی نه آن چیزی که به خاطر آن ارز گرفته بودند و یک عده ای هم که وارد کرده بودند، کالاهایشان را به قیمت بازار آزاد فروختند. در آن زمان هر کسی که می‌خواست به این ارزها دسترسی داشته باشد، می‌بایست ثبت سفارش کند، وزارت صنعت او را به بانک مرکزی معرفی کند تا حواله اش در آنجا ثبت شود و از آن قسمت یک سیستم یکپارچه ای ایجاد می‌کردند تا گمرک ارز را کنترل کند که در جای دیگری خرج نشود. در واقع لیست تمام کسانی که در آن دو سال آن ارزها را گرفتند، در وزارت صنعت وجود دارد و تنها یک نفر باید بیاید ببیند که این پول‌ها چه شده است. حریری می‌گوید: اگر این پیگیری‌ها را انجام دهیم، متوجه می‌شویم این طبقه نو کیسه ای که در کشور ایجاد شد تا فرزندانشان ماشین‌های چند صد میلیونی سوار شوند و …، ناشی از همین رانت‌هایی بود که ایجاد شد. اگر کسی صد میلیون دلار ارز ۱۲۲۶ تومانی بگیرد، دو هزار تومان سود خالص دریافت می‌کرد. در همان زمان تمام اقلام مهم مانند برنج و ماکارونی و امثال آن، سه برابر افزایش قیمت داشتند در حالی که اگر واقعاً ارز ۱۲۲۶ تومانی صرف آن مصرفی می‌شد که قرار بود صورت بگیرد، نباید چنین گران می‌شد و مصرف‌کننده از آن ارز چندنرخی سودی نبردند.

### معاون اول ریاست جمهوری ایران
در تیرماه سال ۱۳۹۳ هجری‌شمسی عنوان شد، اسحاق جهانگیری در مراسم روز ملی اصناف با اشاره به رانت‌های موجود در اقتصاد ایران گفت:
به عنوان مثال هیچگاه به مردم نگفتیم که در طول یک و نیم سال ۸۹ تا ۹۰ بیش از ۲۰ میلیارد دلار پول از منابع این کشور به عده ای برای مداخله در بازار ارز پرداخت شده است و نگفتیم که چه گروه‌هایی از ارز ۱۲۲۶ تومانی برای واردات کالا دریافت کردند اما محصولات وارداتی‌شان را به نرخ‌های آزاد در بازار به فروش رساندند که به زودی به این موضوعات رسیدگی خواهیم کرد.

## ابزارهای کنترلی دولت
در زمان دولت اول سید محمد خاتمی، سپاه و وزارت اطلاعات جمهوری اسلامی ایران با اطلاع ریاست وقت بانک مرکزی، محسن نوربخش، در بازار امارات ارز می‌فروختند. محسن نوربخش این مسئله را امری مؤثر در کنترل قیمت‌ها می‌دانست.